# Социјално обезбеђење
Социјално обезбеђење се према Универзалној декларацији о правима човека и Пакту о економским, социјалним и културним правима, третира као елемент животног стандарда. Према таквој оријентацији, свако има право на стандард живота који обезбеђује здравље и благостање појединца и његове породице. То укључује: храну, одећу, стан, лекарску негу, услуге социјалних служби, као и право на осигурање у случају незапослености, болести, онеспособљавања, удовиштва, старости или других случајева губљења средстава за издржавање услед околности независних од воље појединца.